# 裾野市運動公園陸上競技場
裾野市運動公園陸上競技場（すそのしうんどうこうえんりくじょうきょうぎじょう）は、静岡県裾野市今里に所在する第3種公認陸上競技場である。ブルートラックを採用し、毎年10月に裾野市陸上競技選手権大会が開催される。また、サッカーの試合会場として、アスルクラロ沼津やジヤトコサッカー部の主催試合が開催された。2014年7月には国立競技場（東京）から東京五輪開催に向けた建て替えに伴い譲り受けた座席の一部を設置した
。

## 周辺施設
- 野球場
- テニスコート
- 多目的広場
- やすらぎの広場
- 芝生の丘

## アクセス
自動車
- 東名高速道路裾野ICより車で5分。

鉄道・バス
- 御殿場線裾野駅よりタクシーで15分。
- 東海道本線三島駅よりタクシーで30分。
- 三島駅より富士急シティバス須山線『今里』下車、徒歩25分。
- 岩波駅より裾野市自主運行バス岩波循環線「東富士研究所」下車、徒歩20分。